# 2013年基辅警民冲突
2013年基辅警民冲突指的是乌克兰亲欧盟示威运动（烏克蘭語：Євромайдан）期间，2013年11月30日起在乌克兰首都基辅发生的警民冲突。当天凌晨，别尔库特部队试图驱逐正在基辅独立广场集会的抗议者，被广泛报道滥用暴力、殴打示威者甚至其余民众，造成79人受伤，随后独立广场被清空。第二天（12月1日）基辅市内的亲欧盟示威者无视法院禁令，重新占领独立广场和基辅市中心区的多个要道，并于下午开始冲击多处国家机关，再与警方发生冲突，使100名警员受伤。冲突后，基辅市警察局长瓦列里·科里亚克（Валерій Коряк）宣布负责并请辞，但乌克兰反对派认为是时任乌克兰总统维克多·亚努科维奇下令清场。冲突为亚努科维奇总统等多国政治人物所谴责，使11月21日开始的示威活动愈发激烈，并成为之后的许多人加入持续数月的示威活动的主要理由。

## 背景
2013年11月21日，乌克兰政府宣布延缓与欧洲联盟签订联系国协定，转而接近俄罗斯，引发亲欧民众不满。当晚民众开始在独立广场集会。
随后的几天，基辅市一直有示威活动发生，其中规模较大者发生于11月24日，即本次冲突的上一个周日，估计有5万到20万人参加。抗议者向独立广场和欧洲广场两处集中，并在政府大楼前与警方发生冲突，双方使用了催泪弹等武器。
11月29日由于乌克兰没有在欧盟东部伙伴关系峰会上签订联系国协定，亲欧盟示威者继续在独立广场集会，惟欧洲广场当天被亲俄罗斯抗议者占领。

## 过程
在冲突前一天，11月29日便有消息称约1万名警察包围了独立广场并准备清除示威者，之后又有消息称几千名防暴警察出现在总统府附近执行保卫。同一天，乌克兰总检察长在哈尔科夫放出的一份简短声明中表示：“不会驱散和平示威者”。当晚独立广场约有1万人进行抗议活动，有约700人在独立广场过夜，其中大部分是学生。

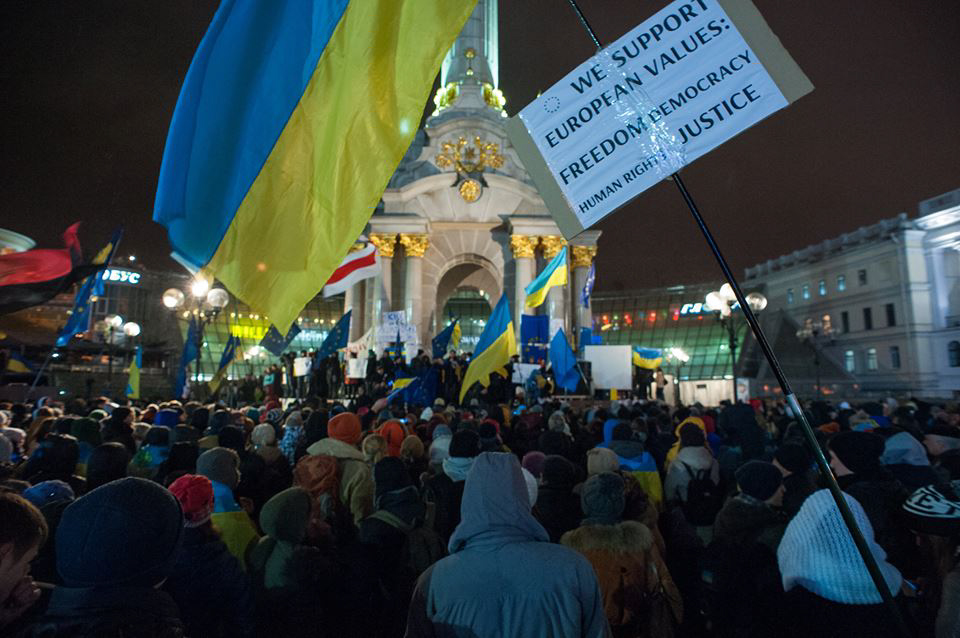
亲欧盟示威人群，摄于2013年11月30日夜

凌晨约4:30（UTC+2），携有警棍、闪光弹和催泪瓦斯的别尔库特部队开始进入独立广场，手机信号当时亦被切断，当时现场约有千人，主要是学生。现场目击者和多家新闻社报道称警察对民众使用了暴力，其中基辅邮报称：“这次事件是近期乌克兰最露骨且重大的非致命警方暴行”。一名丹麦自由记者拍摄到了警察打人的画面，随后其本人也遭到殴打。一些示威者手脚骨折，受脑震荡以及外伤，另有人失踪，此外，亦有多名非示威者遭殴打，对此基辅邮报在报道中认为：“昨晚只是呆在独立广场周围的哪一个地方都很危险——甚至是那些没有参与当下亲欧盟示威的人。警察似乎意在殴打视线中的任何人”。一些伤者被送往圣米迦勒金顶修道院。在冲突中，抗议者以石子回击警方。随后人们开始前往附近的圣米迦勒广场（St. Michael's Square）继续示威活动，到中午此地已聚集约4000人。警方随后赶到该地，虽有抗议者攻击了警方车辆，但没有冲突发生。多名反对派政治家和10个国家的大使也出现在圣米迦勒广场。据非官方估计，当天晚上圣米迦勒广场已聚集1万人。
乌克兰内务部在一份声明中表示：“别尔库特部队的行为是在示威者有抵抗行为之后做出的，示威者向警察扔垃圾、玻璃、水壶和着火的木棍”，并表示共有35人因流氓行为和抵抗警察而遭逮捕，不过在文书工作结束后的隔天早上就予以释放。此外，内务部还称市政部门的工作人员向其抱怨，说独立广场的装饰工作无法正常进行，警方也在一份声明中表示：“市政工人要求首都警察保证其车辆安全进入独立广场”。
基辅城市医疗服务的外科主任表示，有35人在24小时间寻求医治，大部分伤为擦伤。几天后，乌克兰副检察长表示，共有79人在11月30日的冲突中受伤，其中有6名学生、4名记者和2名外国人，另有7名警察受伤。伤者中包括一名路透社记者。

## 余波

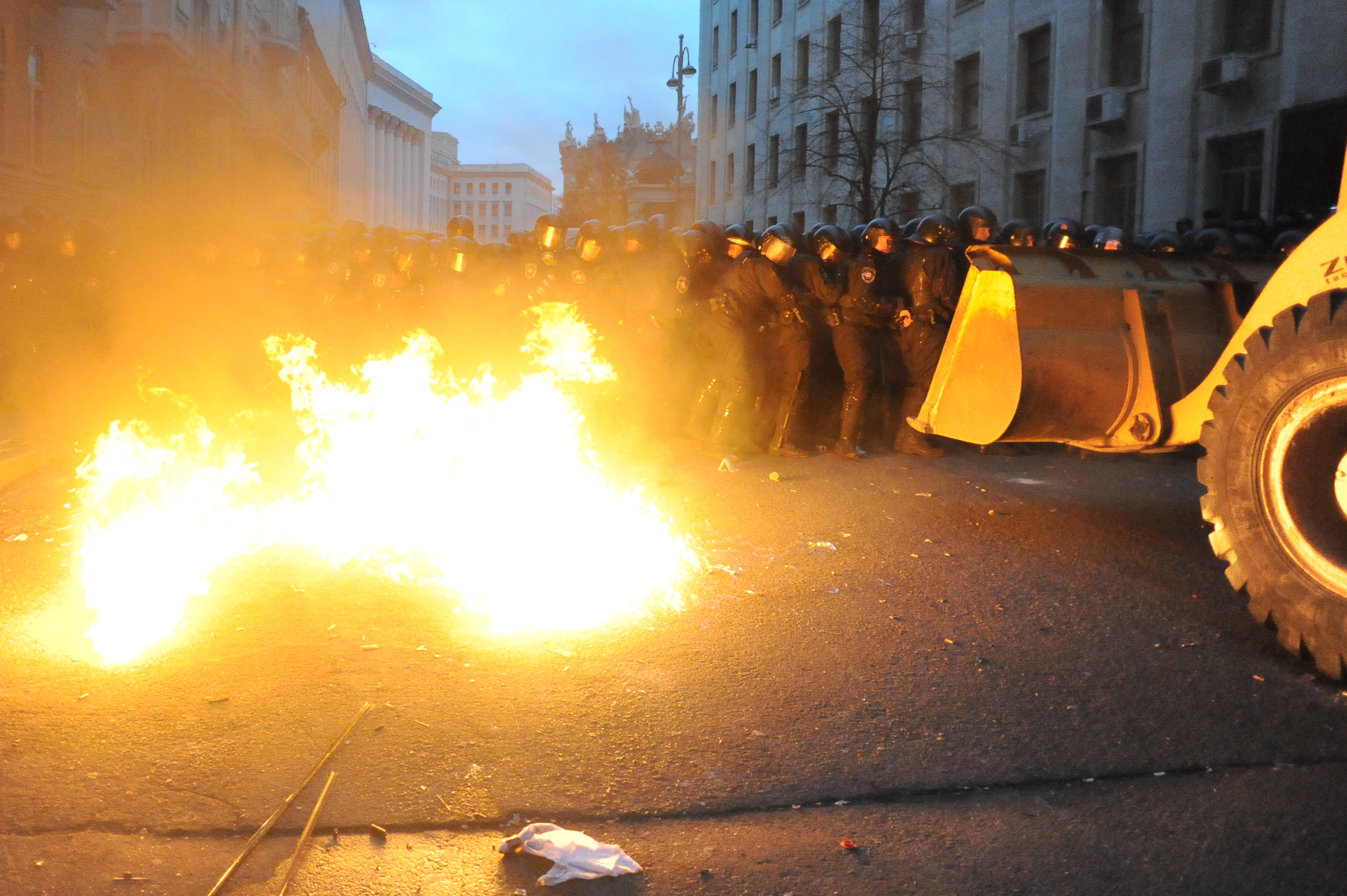
在乌克兰总统办公厅前示威者使用拖拉机来冲击警方，摄于2013年12月1日

冲突的第二天，12月1日民众掀起新一轮大规模抗议示威，要求总统亚努科维奇下台并号召举行全国大罢工。凌晨便有报道称一些人在圣米迦勒广场教授抗议者如何自卫。尽管基辅市法院当天宣布自12月1日到1月7日禁止在独立广场、欧洲广场、总统办公厅和内政部大楼进行示威活动，早晨，示威者还是在一个公园集合并向独立广场前进，于中午突破警方设置的路障进入广场，在其中展开巨幅欧盟旗帜并将乌克兰国旗并排展示。一些正在独立广场的圣诞树上工作的市政工人逃离，留下了其车辆。几小时后即有报道称独立广场已见不到警察，唯有数目仍在增多的抗议者。此外抗议者还占领了舍甫琴科广场等市中心的其他地方。一个公民权利组织在中午估计约有20万人占领了基辅市内的要道，包括独立广场、圣米迦勒广场、赫雷夏蒂克街等。
下午，抗议者开始从独立广场离开，沿着班科夫街（通向总统办公厅和内阁建筑）、赫雷夏蒂克街（通向基辅市政厅）等前往冲击乌克兰国家机关。在基辅市政厅，冲入其中的人群悬挂乌克兰国旗并高呼“乌克兰属于我们”。在总统办公厅前，抗议者与警方发生激烈冲突，甚至有戴面具的抗议者驾驶被市政工人遗留在独立广场的拖拉机冲击警方设置的栅栏，一些人试图叫停他们，喊着：“只要和平行为！”。警方没有试图强行驱逐抗议者，而是成排站着挡住人群。抗议者把人行道上的砖块扔向警察，并用棍子敲击警察，其中不少人带着面具，警察以催泪弹回击，冲突中还能听到枪声。冲突造成100名警员受伤，也有其他人受伤甚至昏厥。但示威者没能突破警方封锁线。此外，一伙人试图驾车冲击总统府，但没有成功。当晚，示威群众试图拉倒位于塔拉斯·舍甫琴科大道的基辅市最后一座苏联领导人列宁的雕像，但由于警方的防守失败。尽管如此，约300名示威者还是攻击了防暴警察，造成至少2名警察受伤（一个星期后的12月8日，这座雕像终被示威者拉倒）。反对派领袖佩特罗·波罗申科估计抗议者有35万人，而反对党全乌克兰祖国联盟估计当天一共有50万人上街游行。

## 调查
冲突发生当天，11月30日，时任乌克兰总统亚努科维奇便要求检查机构调查事件并迅速向他和全国汇报结果。随后，基辅警察局长瓦列里·科里亚克（Valeriy Koryak）承认下令警方行动，并表示后悔，之后宣布请辞。然而乌克兰反对派则指责亚努科维奇总统下令清场，例如阿尔谢尼·亚采纽克就表示有两个人应为事件负责，即“维克多·亚努科维奇作为顾客，内务部部长维塔利·扎哈尔琴科作为执行人”。
12月1日的冲突之后，乌克兰内务部称自被扣留者处得到消息，有约300名Bratstvo组织（直译为“兄弟会”）成员参与了总统办公厅前的非法行为，另外，在基辅市政厅附近的行动也与一名反对党斯沃博达党的代表有关。

## 影响
警民冲突发生后不久，11月30日乌克兰总统办公厅主任谢尔盖·里奥沃克钦（Serhiy Lyovochkin）请辞，立法议员因娜·博戈斯洛夫斯卡娅和Davyd Zhvania宣布退出地区党。之后，基辅警察局局长瓦列里·科里亚克（Valeriy Koryak）亦提出辞职。
一些乌克兰反对派政治家被抗议者批评没有尽通知和保护的义务，反对党在冲突发生前数小时将广场上属于其的声音设备搬走，因而被一些抗议者认为已提前获知。
2013年12月的一份调查显示，近70%的受调查者表示其参与亲欧盟示威运动的原因便是11月30日警方暴力驱逐了抗议者，为此欧洲新闻台在报道中认为：“乌克兰当局以暴力驱逐和平示威者的决定是个大错误”。
2013年12月14日，时任乌克兰总统亚努科维奇辞退了基辅市长奥莱克桑德·波波夫和国家安全委员会副主任弗拉基米尔
·斯沃科维什奇，乌克兰总检察长称其原因是“在11月30日越权要求警方行动”。此外，基辅市警察局局长佩特罗·科亚克也被免职。上述三人被居家监禁。

## 反应
多国政治人物谴责了乌克兰警方的暴力行为，乌克兰内务部向欧盟和美国大使馆聲稱，说事件是由抗议者挑起的，但并未被接受。CNN、纽约时报、CTV电视网、BBC、路透社、华盛顿邮报、欧洲新闻台、德国之声、泰晤士报、赫芬顿邮报等媒体皆有报道。
- 乌克兰：时任乌克兰总统维克多·亚努科维奇表示对民众与警察暴力冲突“深感愤怒”[54]。此外，他还在他的网站上撰文谴责暴力，并表示支持“和平公民示威”，还承诺会惩罚应负责的人。时任乌克兰首相米克拉·阿扎罗夫也在Facebook上表示“很愤怒”。[43]反对派则指责亚努科维奇下令清场，要求他辞职[32]。
- 美国：美国大使馆正式谴责了11月30日早晨的暴力行为[16]，美国国务院在一份声明中称：“我们强烈要求乌克兰政府尊重公民社会的权利和言论自由以及集会自由。这是作为我们战略合作关系的基石的民主价值的根本。我们支持公民通过开放自由的媒体而非暴力集会来表达观点的权利”[16][43]。
- 北大西洋公约组织：时任北大西洋公约组织秘书长安诺斯·福格·拉斯穆森呼吁各方以宪法与民主准则行事，并表示北约“十分尊重所有乌克兰人与乌克兰人民的民主理想”[55]。
- 欧盟：欧盟外交和安全政策高级代表凯瑟琳·阿什顿谴责“警方使用极端暴力”[56]；欧盟扩大事务和睦邻政策专员斯特凡·富乐（英语：Štefan Füle）推文要求乌克兰当局“克制武力对付和平请愿者”[43]。
- 英国：英国驻乌克兰大使西蒙·史密斯（英语：Simon Smith (diplomat)）推文表示看到针对和平示威者的暴力行为的新闻时感到深深担忧[57]。
- 瑞典：瑞典外交大臣卡尔·比尔特推文谴责当局武力对抗示威者的行为，称：“基辅发生的动用武力驱散示威者的行为令我们震惊，我们将对这一事件的相关动态持续关注”[57]。
- 波蘭：波兰外交部在一份声明中称，防暴警察在周六早晨“残忍驱逐”了数百位正在和平集会支持乌欧一体化的群众[43]。